# محمد الصادق بسيس
محمد الصادق بسيس هو محمد الصادق بن الحاج محمود بن محمد بسيّس، ولد بتونس في 15 ذي الحجة 1332 هـ/2 نوفمبر 1914 م ، وتوفي في 12 أكتوبر 1978، مثقف تونسي وأستاذ بجامع الزيتونة ثم بالكلية الزيتونية للشريعة وأصول الدين التي أنشئت في 1 مارس 1961م. 

## حياته
درس محمد الصادق بسيّس بجامع الزيتونة حتى أحرز على شهادة العالمية، ثم التحق بهيئة التدريس بالفروع التابعة للتعليم الزيتوني، ثم درس بكلية الشريعة وأصول الدين. كتب محمد الصادق بسيس في الصحافة ومن بين الصحف التي ساهم فيها : الزهرة والنهضة وتونس الفتاة والمجلة الزيتونية والحرية ومجلة الجامعة والنديم ولسان العرب والفكر وجوهر الإسلام والصباح والعمل والبصائر الجزائرية... كما نشط محمد الصادق بسيس في الحياة الجمعياتية، وقد كان عضوا في جمعية الشبان المسلمين ثم رئيس لها، كما عرف في الأربعينات بتحمسه الشديد للقضية الفلسطينية، حتى عرف بالشيخ بسيس الفلسطيني [] وفي 1936 ترأس جمعية الدفاع عن فلسطين العربية  واستمرت مناصرته للقضية في الأربعينات وكان من أنشطة جمعيته فضلا عن الدعاية جمع التبرعات وتجنيد المتطوعين لتوجيههم إلى المشرق العربي.

## كتاباته
كتب محمد الصادق بسيّس عدة كتب من بينها:
- شكيب أرسلان وصلته بالمغرب العربي
- التصوف في العصر الحفصي
- خطة الحسبة في الإسلام
- تحقيق خلاصة النازلة التونسية ، لمحمد بن عثمان السنوسي، تونس 1976.
- الشيخ محمد بن عثمان السنوسي حياته وآثاره، الدار التونسية للنشر، تونس 1978.

## إشارات مرجعية
1. ↑  admin (1 نوفمبر 2018). "مراحل اصلاح و تطوير التعليم الزيتوني الاصلي عبر التاريخ · موقع الإسلام في تونس". موقع الإسلام في تونس. مؤرشف من الأصل في 2024-02-27. اطلع عليه بتاريخ 2024-10-31.
2. ↑  http://ezzitouna.jeeran.com/%5Bوصلة+مكسورة%5D أعلام من تونس
3. ↑  الشيخ محمد الصادق بسيّس ناقداً ومحققاً [وصلة مكسورة] نسخة محفوظة 04 مارس 2016 على موقع واي باك مشين.